# Glee: The Music - Celebrating 100 Episodes
Glee: The Music - Celebrating 100 Episodes es el decimosexto álbum de banda sonora por el elenco de la serie de televisión estadounidense Glee. Se hizo disponible en iTunes el 25 de marzo de 2014. Cuenta con 13 canciones grabadas en los episodios "100" y "New Directions".

## Lista de canciones
| Glee: The Music - Celebrating 100 Episodes |                              |                     |          |  |
| N.º                                        | Título                       | Artista original    | Duración |  |
| 1.                                         | «Raise Your Glass»           | P!nk                | 3:25     |  |
| 2.                                         | «Toxic»                      | Britney Spears      | 3:50     |  |
| 3.                                         | «Defying Gravity»            | Musical Wicked      | 2:21     |  |
| 4.                                         | «Valerie»                    | The Zutons          | 3:34     |  |
| 5.                                         | «Keep Holding On»            | Avril Lavigne       | 4:05     |  |
| 6.                                         | «Happy»                      | Pharrel Williams    | 3:53     |  |
| 7.                                         | «Total Eclipse of the Heart» | Bonnie Tyler        | 3:46     |  |
| 8.                                         | «I Am Changing»              | Musical Dreamgirls  | 4:05     |  |
| 9.                                         | «Party All the Time»         | Eddie Murphy        | 4:21     |  |
| 10.                                        | «Loser Like Me»              | Glee                | 3:51     |  |
| 11.                                        | «Be Okay»                    | Oh Honey            | 3:18     |  |
| 12.                                        | «Just Give Me a Reason»      | P!nk con Nate Ruess | 4:01     |  |
| 13.                                        | «Don't Stop Believin'»       | Journey             | 3:52     |  |
| 48:22                                      |                              |                     |          |  |